# 費爾斯通公園 (加利福尼亞州)
費爾斯通公園（英語：Firestone Park）是位於美國加利福尼亞州洛杉磯縣的一個非建制地區。該地的面積和人口皆未知。

## 地理
費爾斯通公園的座標為33°57′47″N 118°13′57″W / 33.96306°N 118.23250°W，而該地的平均海拔高度為41米（即135英尺）。